# Jérémy Toulalan
Jérémy Toulalan (Nantes, 1983. szeptember 9. –). Jelenleg a Girondins Bordeaux játékosa. 2010-ig volt a francia labdarúgó-válogatott tagja. Főként védekező középpályásként bevethető.

## Pályafutása
Toulalan az FC Nantes akadémiáján nevelkedett. Első mérkőzését a francia élvonalban a 2001-2002-es szezonban játszotta a Rennes ellen. A 2004-2005-ös szezontól vált igazán meghatározóvá a posztján. Ebben az évben az év csapatába is beválasztották.

### Olympique Lyon
2006 júliusában szerződött a Olympique Lyon csapatába 7 millió euróért a Real Madridba igazolt Mahamadou Diarra pótlására. Eredetileg a 17-es mezben akart játszani, de mivel ezt visszavonultatták Marc-Vivien Foé tiszteletére, ezért a 28-as mezt kapta meg. Jelentős szerepet vállalt klubja zsinórban megnyert hatodik bajnoki címének megszerzésében. Olyan játékosok oldalán játszott, mint a szabadrúgásairól híres Juninho vagy a svéd válogatott Kim Källström. A 2007-2008-as szezonban Franciaországban megválasztották az év legjobb védekező középpályásának. A legjobb játékos, csapattársa Karim Benzema lett. Habár számos angol klub (Arsenal FC, Chelsea) le akarta igazolni e szezon után, ő meghosszabbította a szerződését 2013-ig.

### A válogatottban
Jérémy Toulalan végigjárta a válogatott ranglétráját. 2001-ben volt először válogatott. Megfordult az U17-es, az U18-as és az U21-es válogatottban is. Tagja volt az elődöntőig menetelő, de ott a hollandoktól vereséget szenvedő 2006-os U21-es francia labdarúgó-válogatottnak. A felnőttek között 2006-ban szerepelt először egy Feröer szigetek elleni mérkőzésen. Raymond Domenech benne látta a visszavonuló Patrick Vieira utódját. 2010-ben, miután botrányosan leszerepelt, a csoportkörben már kiesett a Francia labdarúgó-válogatottal a 2008-as Eb-n, majd az ezt követő 2010-es vb-n, nem kívánt többször a válogatottban játszani.

## Statisztikái
| Szezon      | Klub           | Ország  | Bajnokság          | Bajnokság  | Bajnokság | Bajnokság | Bajnokság | Európai kupák | Európai kupák | Európai kupák | Francia válogatott | Francia válogatott |
| Szezon      | Klub           | Ország  | Osztály            | Mérkőzések | Gólok     | Lapok     | Lapok     | Típusa        | Mérkőzések    | Gólok         | Mérkőzések         | Gólok              |
| ----------- | -------------- | ------- | ------------------ | ---------- | --------- | --------- | --------- | ------------- | ------------- | ------------- | ------------------ | ------------------ |
| Szezon      | Klub           | Ország  | Osztály            | Mérkőzések | Gólok     | sárga lap | piros lap | Típusa        | Mérkőzések    | Gólok         | Mérkőzések         | Gólok              |
| 2000 - 2001 | FC Nantes      | francia | Tartalék bajnokság | 4          | 0         | 6         | 1         | -             | -             | -             | -                  | -                  |
| 2001 - 2002 | FC Nantes      | francia | Francia bajnokság  | 1          | 0         | 1         | 0         | BL            | 1             | -             | -                  | -                  |
| 2002 - 2003 | FC Nantes      | francia | Francia bajnokság  | 13         | 0         | 2         | 0         | -             | -             | -             | -                  | -                  |
| 2003 - 2004 | FC Nantes      | francia | Francia bajnokság  | 20         | 0         | 8         | 0         | -             | -             | -             | -                  | -                  |
| 2004 - 2005 | FC Nantes      | francia | Francia bajnokság  | 31         | 1         | 11        | 0         | -             | -             | -             | -                  | -                  |
| 2005 - 2006 | FC Nantes      | francia | Francia bajnokság  | 29         | 0         | 7         | 0         | -             | -             | -             | -                  | -                  |
| 2006 - 2007 | Olympique Lyon | francia | Francia bajnokság  | 32         | 0         | 5         | 0         | BL            | 7             | 0             | 4                  | 0                  |
| 2007 - 2008 | Olympique Lyon | francia | Francia bajnokság  | 30         | 0         | 6         | 0         | BL            | 5             | 0             | 12                 | 0                  |
| 2008 - 2009 | Olympique Lyon | francia | Francia bajnokság  | 33         | 0         | 6         | 0         | BL            | 8             | 0             | 10                 | 0                  |
| 2009 - 2010 | Olympique Lyon | francia | Francia bajnokság  | 7          | 0         | 0         | 0         | BL            | 4             | 0             | 4                  | 0                  |
| 2010 - 2011 | Olympique Lyon | francia | Francia bajnokság  | 20         | 0         | -         | -         | BL            | 4             | 0             |                    |                    |
| 2011 - 2012 | Málaga         | spanyol | La Liga            | 25         | 3         | -         | -         | -             | -             | -             |                    |                    |
| 2012 - 2013 | Málaga         | spanyol | La Liga            | 19         | 0         | -         | -         | BL            | 9             | -             |                    |                    |
| 2013 - 2014 | AS Monaco      | francia | Francia bajnokság  | 29         | 1         | -         | -         | -             | -             | -             |                    |                    |
| 2014 - 2015 | AS Monaco      | francia | Francia bajnokság  | 15         | 0         | -         | -         | BL            | 6             | -             |                    |                    |

Frissítve: 2015. augusztus 17.

## Sikerei, díjai
- Francia bajnok: 2007, 2008
- Franciakupa-győztes: 2008
- Francia szuperkupa-győztes: 2006, 2007